# Масловський Віталій Іванович
Віталій Іванович Масловський (7 червня 1935, село Мощена, Польська Республіка — 26 жовтня 1999, Львів) — радянський пропагандист, москвофіл, доктор історичних наук, професор, член Спілки журналістів СРСР. 
Присвятив свою діяльність створенню та популяризації радянської, а згодом російської, пропаганди проти українського національно-визвольного руху 1930-50-х років.

## Біографія
Народився 7 червня 1935 року в селі Мощене (нині Ковельський район Волинської області). 1960 року закінчив історичний факультет Львівського університету. У 1968—1993 роках працював в Інституті громадських наук у Львові на посадах молодшого, старшого, провідного наукового співробітника. 
В той час на замовлення та за сприяння радянської влади він пише та видає книжки на кшталт «Жовто-блакитна мафія» (Львів, 1975 р.), в яких за власними твердженнями «розвінчує облудну ідеологію українського буржуазного націоналізму, викриває злочини оунівців проти радянського народу: створення бандитських зграй, здійснення жорстоких кривавих акцій, садизм.»

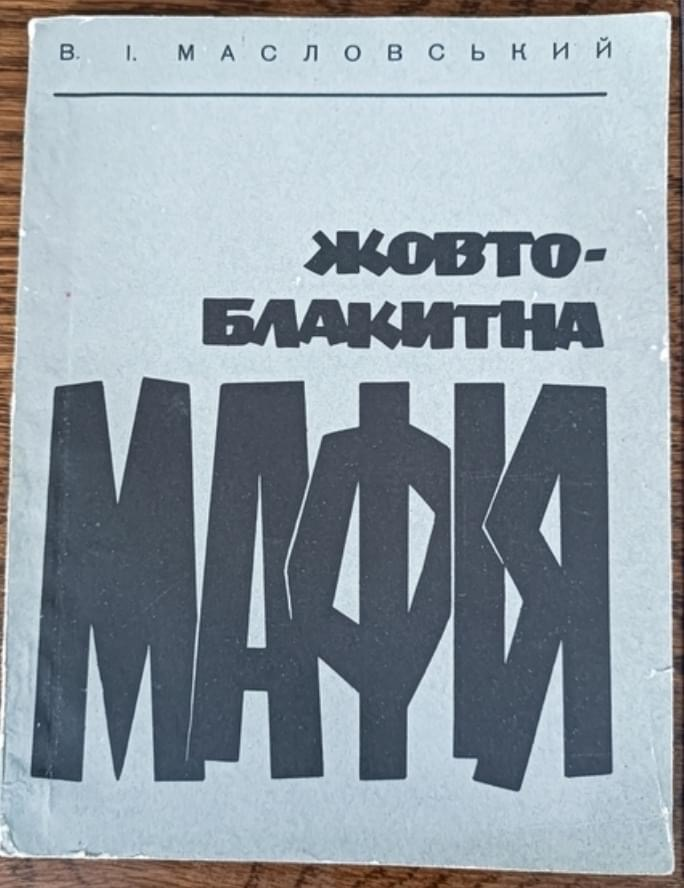
Обкладинка книги В.Масловського «Жовто-блакитна мафія» (видавництво «Каменяр», Львів, 1975 р.)

У 1974 р. Масловський захистив кандидатську дисертацію на тему «Боротьба трудящих західних областей України проти класово ворожих елементів у період соціалістичних процесів на селі у 1944—1960 роках».
1985 року захистив докторську дисертацію «Класова боротьба на селі у західних областях України в період побудови основ соціалізму».
1990 р. випустив книгу «Земля обвиняет» (укр. «Земля звинувачує»). 
Того ж року звільнений з Інституту громадських наук західноукраїнського відділення АН України. З того часу протягом майже десятиліття Масловський залишався безробітним, живучи в Україні на державну пенсію.
1999 року у Москві вийшла чергова книга Віталія Масловського — «З ким і проти кого воювали українські націоналісти у роки Другої світової війни».

## Смерть
26 жовтня 1999 року був знайдений у непритомному стані у Львові в під'їзді будинку в якому проживав. Смерть настала 27 жовтня внаслідок черепно-мозкової травми та перелому шийної ділянки хребта, спричинених падінням у сходовий проліт власного будинку.

## Використання доробку Масловського сучасною російською пропагандою
У 2016 році "Російський літературний центр" видав у Москві російський переклад книги Масловського «З ким і проти кого воювали українські націоналісти в роки Другої світової війни».